# يوم صحة الطفل
يوم صحة الطفل Child Health Dayهو يوم احتفال فيدرالي في الولايات المتحدة يتم الاحتفال به في أول يوم اثنين من شهر أكتوبر.

## تاريخه
تبعا للمادة 105 من قانون الولايات المتحدة 36، يدعو الرئيس في يوم صحة الطفل "جميع الوكالات والمنظمات المهتمة برعاية الطفل إلى الاتحاد في يوم صحة الطفل لمراقبة التمارين التي ستجعل شعب الولايات المتحدة على معرفة بالضرورة الأساسية لبرنامج على مدار السنة لحماية وتنمية صحة أطفال الولايات المتحدة".  تم سن العطلة من قبل الكونجرس عام 1928، وتم الاحتفال بها لأول مرة في 1 مايو 1929

## الاحتفالات
خلال يوم صحة الطفل، تم إعلان هذا اليوم لأول مرة عام 1928 من قبل الرئيس كوليدج، وتم الاحتفال به على المستوى الوطني في أول يوم اثنين من شهر أكتوبر منذ عام 1926. ويتم التشجيع في هذااليوم على منح اهتمام خاص للصحة البدنية والعقلية وسلامة الأطفال في الولايات المتحدة.

## الانتقادات
عام 1932 أعلنت الناشطة العمالية هارييت سيلفرمان أن هذا اليوم هو يوم للنفاق. وذكرت سيلفرمان أنه بدلاً من توفير الطعام أو الملابس أو المأوى أو الرعاية الصحية، فإن الرؤساء قدموا الخطابات لا أكثر، بل وألقوا باللوم في الفقر على اهالي الاطفال. فخلال أحد خطابات الرئيس هوفر قال "إن الطفل الذي يعاني من سوء التغذية في بلادنا ليس نتيجة الفقر؛ بل هو إلى حد كبير نتاج "أطفال سيئي التعليم وآباء جهلاء".
كان أحد حلول سيلفرمان لمعالجة إخفاقات النظام الذي استغل الفقراء وملايين الأطفال الأميركيين الجائعين هو تنظيم مظاهرات مسيرة الجوع للمطالبة بملابس مجانية ووجبات غداء مجانية في المدارس ورعاية طبية مجانية وتأمين ضد البطالة.

### الاستشهادات
1. ↑   (قانون قانون عام. 105–225 (text) (PDF), 112 Stat. 1255  1255 )
2. ↑  "36 U.S.C. § 105". كلية الحقوق في جامعة كورنيل  [لغات أخرى]‏. Ithaca: جامعة كورنيل. اطلع عليه بتاريخ 2017-10-10.{{استشهاد ويب}}:  صيانة الاستشهاد: علامات ترقيم زائدة (link)
3. ↑  Jahn 1958، صفحة 19.
4. ↑  "Child Health Day 5/1/26 Newspaper".
5. ↑  "Child Health Day".
6. ↑  Harriet Silverman (7 أبريل 1932). "The Hypocrisy of Capitalist Child Health Day" (PDF). Chronicling America. Daily Worker. اطلع عليه بتاريخ 2022-03-10.